# Municipio de Burlöv
El municipio de Burlöv (en sueco: Burlöv kommun) es un municipio de Escania, la provincia más austral de Suecia. Su sede se encuentra en Arlöv, una comunidad que para fines geográficos y estadísticos se considera parte de Malmö (Malmö tätort).
El municipio es uno de los pocos en Suecia, y el único en Escania, que todavía contiene solo la entidad municipal original creada a partir de la antigua parroquia en 1863 y no se ha combinado. Es el segundo municipio más pequeño por área en el país (después de Sundbyberg).

## Localidades
Hay tres áreas urbanas (tätort) en el municipio de Burlöv, incluido Arlöv, que estadísticamente es parte de Malmö (*). Malmö se encuentra principalmente en el municipio de Malmö, pero una parte se extiende al municipio de Burlöv.
| # | Localidad       | Población |
| - | --------------- | --------- |
| 1 | Arlöv (*)       | 9,108     |
| 2 | Åkarp           | 5,393     |
| 3 | Burlövs egnahem | 523       |

Arlöv es una ciudad industrializada dominada por edificios de apartamentos de varias plantas, con un carácter de clase trabajadora. Su industria más grande es la fábrica de azúcar Arlöv, a la cual se transportan grandes cantidades de remolacha azucarera de todo Escania .
Åkarp y Burlövs egnahem consisten en distritos unifamiliares, tienen un carácter suburbano desde donde las personas viajan a centros comerciales y trabajan dentro del área metropolitana del suroeste de Escania.

## Hermanamientos
El municipio está hermanado con:
- Anklam, Alemania